# Pubblico ministero (ordinamento francese)
Il pubblico ministero (noto anche come parquet), in Francia, è l'organo dello Stato, composto principalmente ma non esclusivamente da magistrati (procureurs généraux, procureurs de la République e loro sostituti), al quale spettano una serie di attività giurisdizionali.
Nell'ambito della magistratura francese è radicalmente differenziato lo status giuridico dei magistrats du siége, che svolgono le funzioni di giudice, da quello dei magistrats du parquet che svolgono, invece, le funzioni di pubblico ministero.

## Storia
La Costituzione francese del 1958 della V Repubblica è laconica in merito al potere giudiziario, cui riserva soltanto tre articoli, rinviando a una legge organica in materia: riserva (art. 66) soltanto alla prima la garanzia dell'indipendenza e dell'inamovibilità, mentre sottopone la magistratura inquirente alla dipendenza gerarchica dal potere esecutivo. Inoltre, dopo la riforma con legge costituzionale del 27 luglio 1993, la Costituzione (art. 65) prevede due distinti organi di autogoverno per magistratura inquirente e giudicante, equivalenti al Consiglio Superiore della Magistratura italiano. La Loi Perben II del 1º febbraio 2010 sottopone esplicitamente la funzione inquirente al controllo del Ministero della Giustizia,  ed è stata dichiarata legittima dal Consiglio costituzionale sia rispetto agli articoli della Carta che al principio della separazione dei poteri.

## Compiti
Ad egli compete l'esercizio dell'azione penale e la rappresentanza degli interessi generali dinnanzi a tutti gli organi giurisdizionali, nonché alcune funzioni amministrative. Il pubblico ministero francese dipende gerarchicamente dal governo, attraverso il Ministro della giustizia e la Direction des affaires criminelles et des grâces posta alle sue dipendenze.